# Ministério dos Recursos Naturais do Canadá
O Ministério dos Recursos Naturais do Canadá (em inglês: Natural Resources Canada; em francês: Ministère des Ressources naturelles) é o ministério do governo do Canadá responsável pelos recursos naturais, energia, minerais e metais, florestas, ciências da terra, mapeamento e sensoriamento remoto.